# Scierie hydraulique de Mandray
La scierie hydraulique de Mandray est un haut-fer traditionnel du massif vosgien. Elle est située au cœur de la commune de Mandray au sein du parc naturel régional des Ballons des Vosges dans le département des Vosges.

## Historique
La première mention connue du site est un acte d'achat par le chapitre de Saint-Dié d'un moulin à farine appartenant à Jacques-Henry Finance en 1590. Devenu banal, il est régulièrement mis en location. Il fait l'objet d'une reconstruction en 1712 et comporte alors deux roues dans le même coulant pour un battant (pilon à chanvre ?) ainsi qu'une huilerie. Confisqué à la Révolution, il devient propriété privée et est reconstruit dans la première moitié du XIXe siècle, il ne comporte plus alors qu'une seule roue, une paire de meule avec pilon à chanvre et huilerie. En 1905, son nouveau propriétaire (Joseph Léonard) le transforme en scierie à haut-fer hydraulique avec logement et crée l'étang-réservoir. La commune de Mandray en fait l'acquisition en 1908, il est alors loué à un « sagard » (scieur) qui l'exploite. La scierie brûle en 1910 et est reconstruite à l'identique. En 1928, une annexe abritant un trieur et un aplatisseur à grains à grain est construite. En 1929, un moteur électrique est installé et à partir des années 1960 l'alimentation hydraulique est peu à peu abandonnée. Faute de rentabilité, la scierie est abandonnée en 1986. À partir de 1995, elle est restaurée par une association afin d'y accueillir des visiteurs. La roue et le chenal ont été restaurés en 1995 puis à nouveau en 2011. La salle d’exposition a été inaugurée en 2013.

## Description
La scierie est abritée sous une halle en bois adossée à la maison du scieur (sagard). Sa scie à cadre est actionnée par une roue hydraulique par le dessus de 3,60 mètres de diamètre située à l’arrière du bâtiment (voir aussi scierie hydraulique). L’alimentation hydraulique est atypique ; en effet, après avoir emprunté le canal de dérivation du ruisseau (le Mandresey) et l'étang-réservoir, l'eau est acheminée par une conduite souterraine en siphon jusqu'au chenal en bois au-dessus de la roue. C’est la seule scierie qui conserve ce principe. La scierie des Fougères à Plainfaing utilisait une technique similaire, mais elle est détruite. Le mécanisme au sous-sol se compose d’un train d’engrenages à denture en bois et d’un système de poulie courroie qui actionnent la bielle-manivelle du haut-fer. L'avance du chariot est commandée par une seconde bielle et une roue à arc-boutement.
La halle abrite une salle d’exposition qui présente l’historique du site, l’évolution des techniques de sciage et une collection d’outils liés à l’exploitation forestière.

## Valorisation du patrimoine
La scierie est la propriété de la commune de Mandray, l'entretien du site et les visites sont assurés par les bénévoles de l’association « Le Haut-Fer ». Ces dernières comprennent la visite guidée des installations, une démonstration de sciage, la découverte des expositions et la promenade documentée le long du canal d’amenée. Un dossier pédagogique est mis à la disposition du public scolaire. C’est un musée ouvert à tous les publics.

## Galerie photo

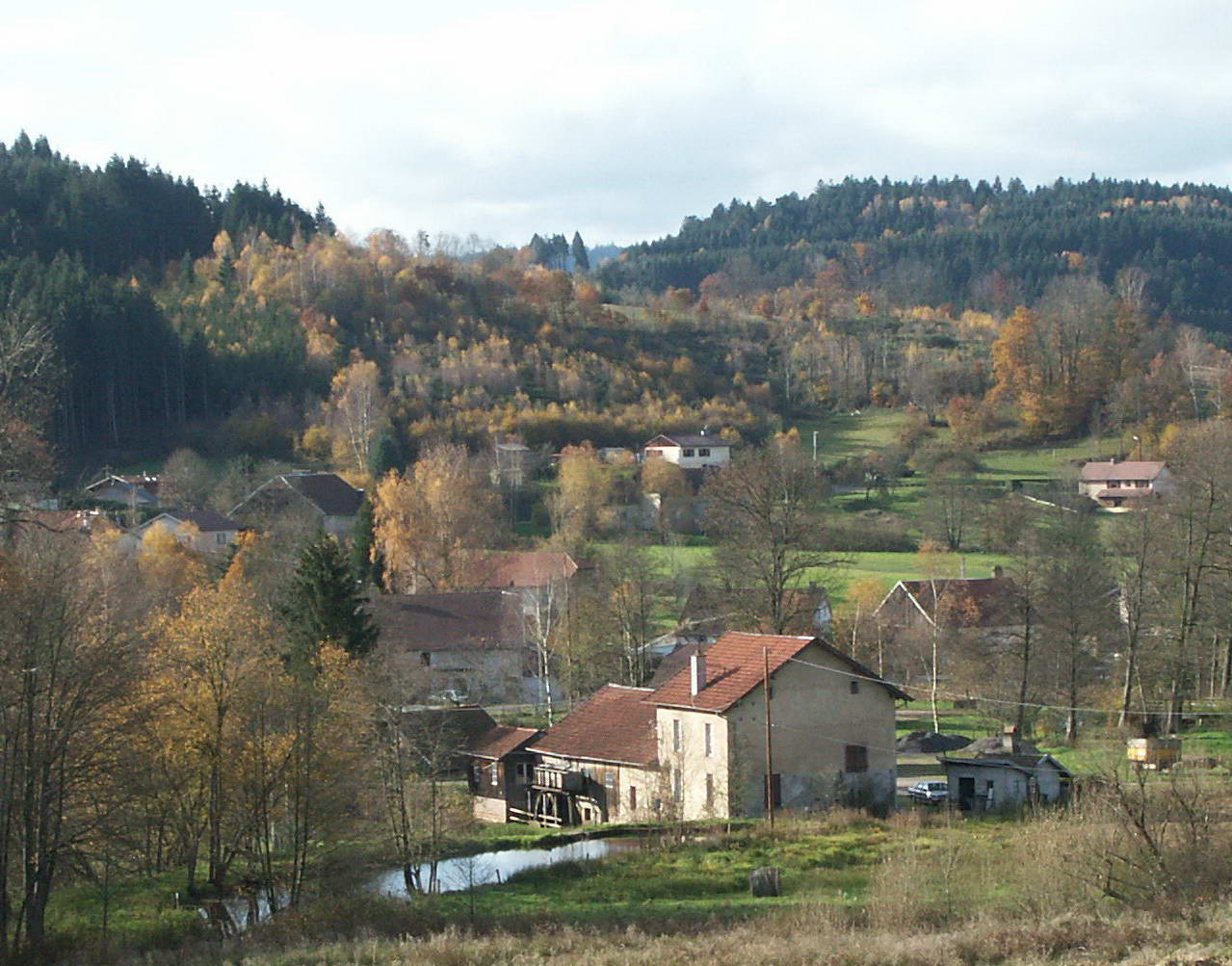
La scierie dans son cadre naturel.
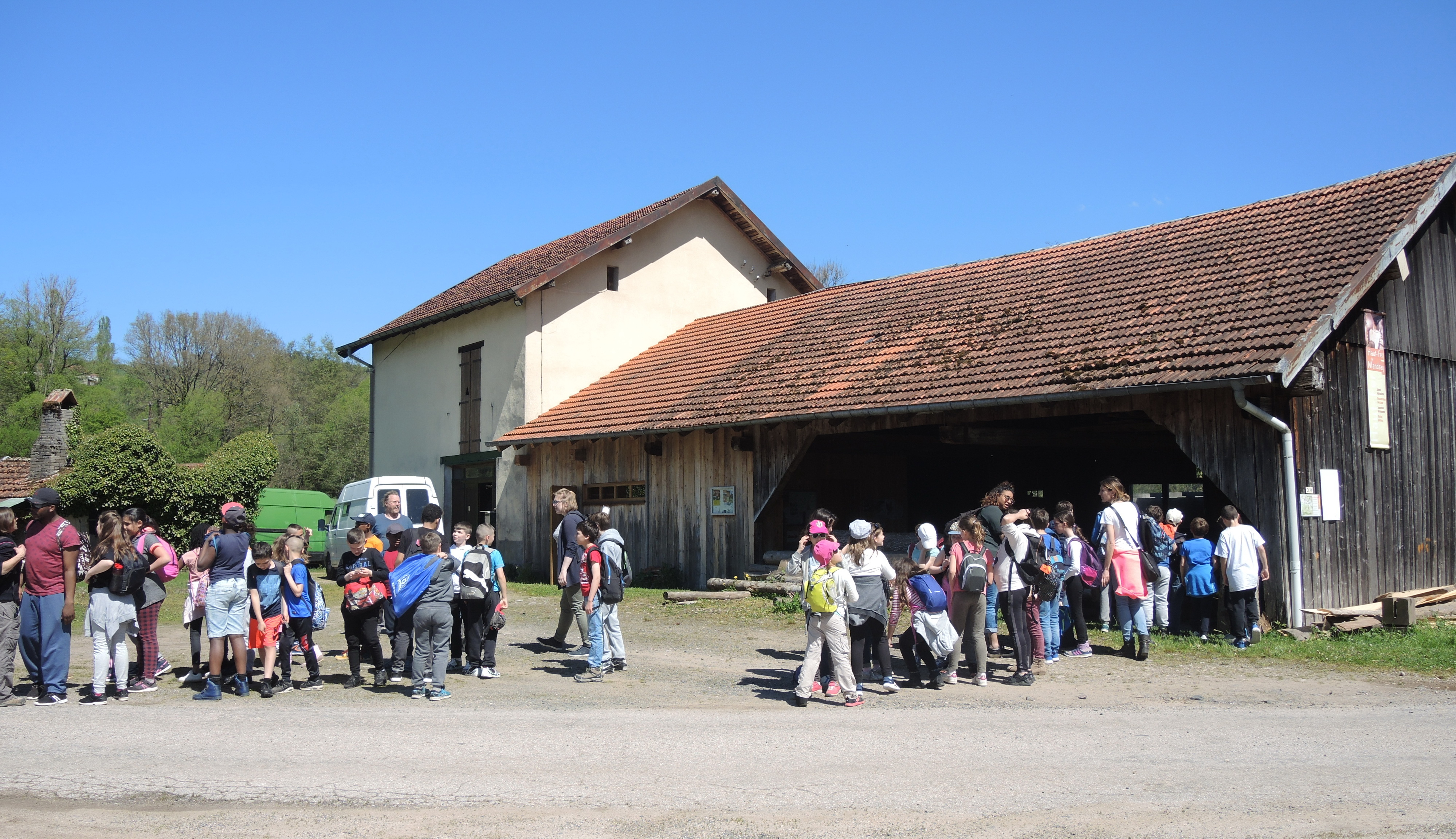
Visite scolaire à la scierie.
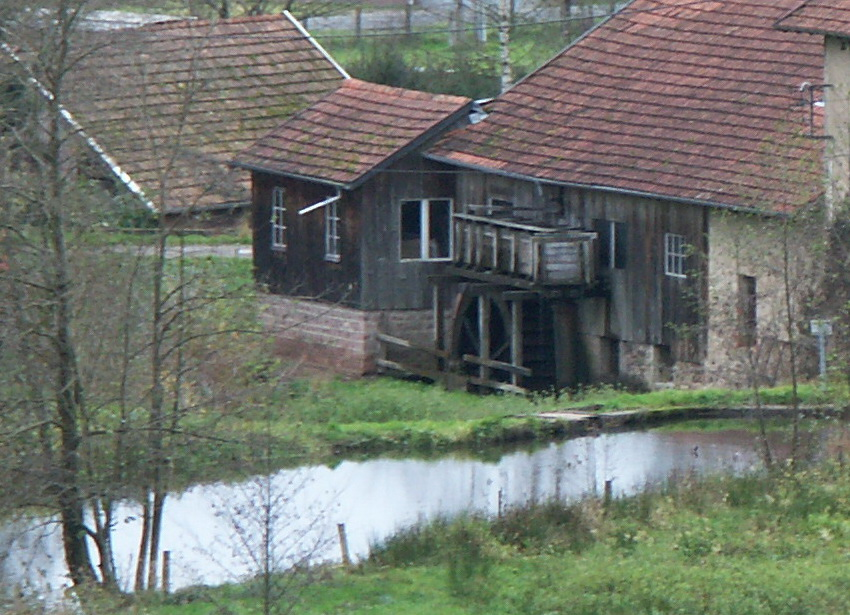
L'étang-réservoir et la roue hydraulique.
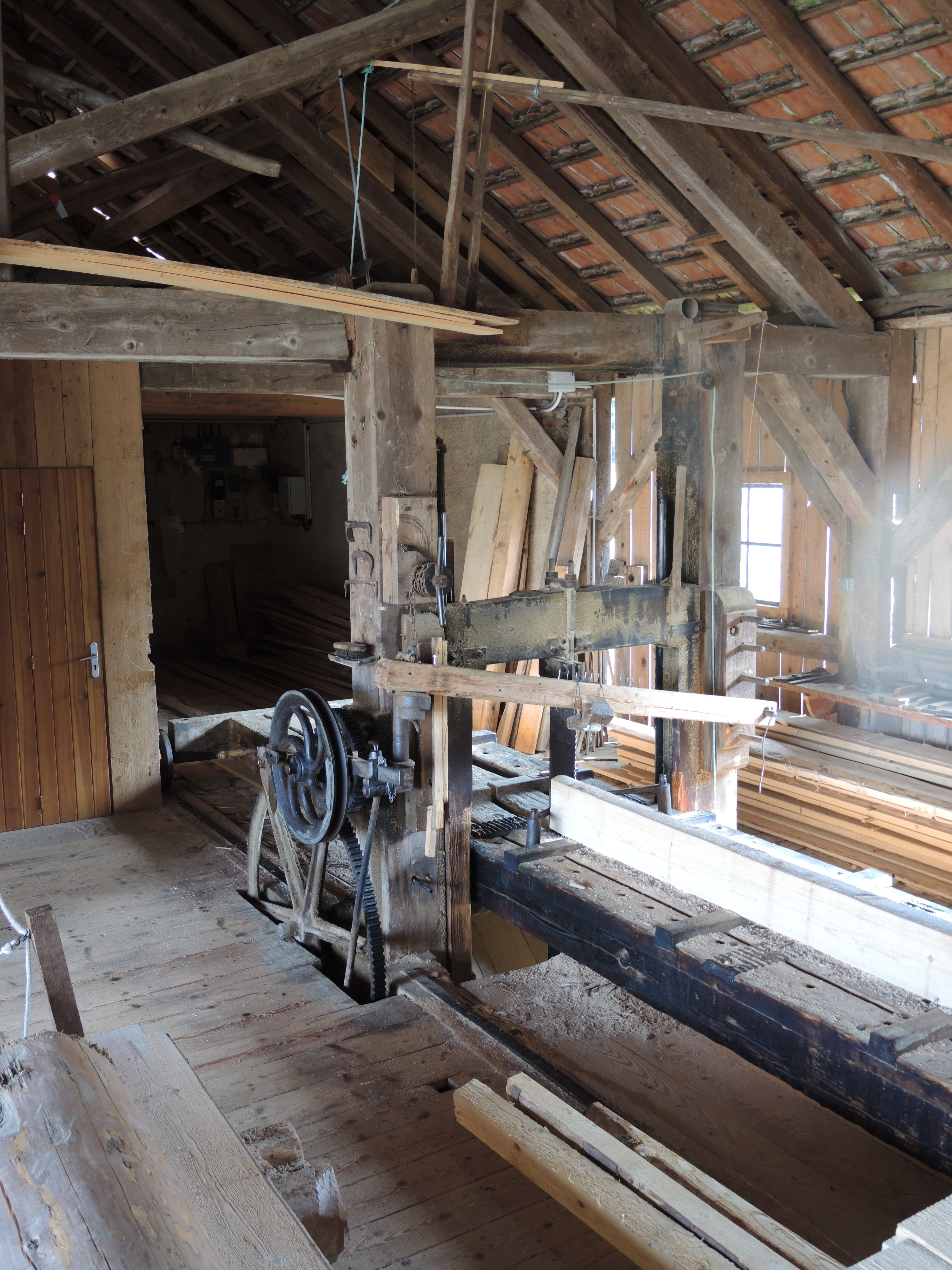
Le chariot et la scie.
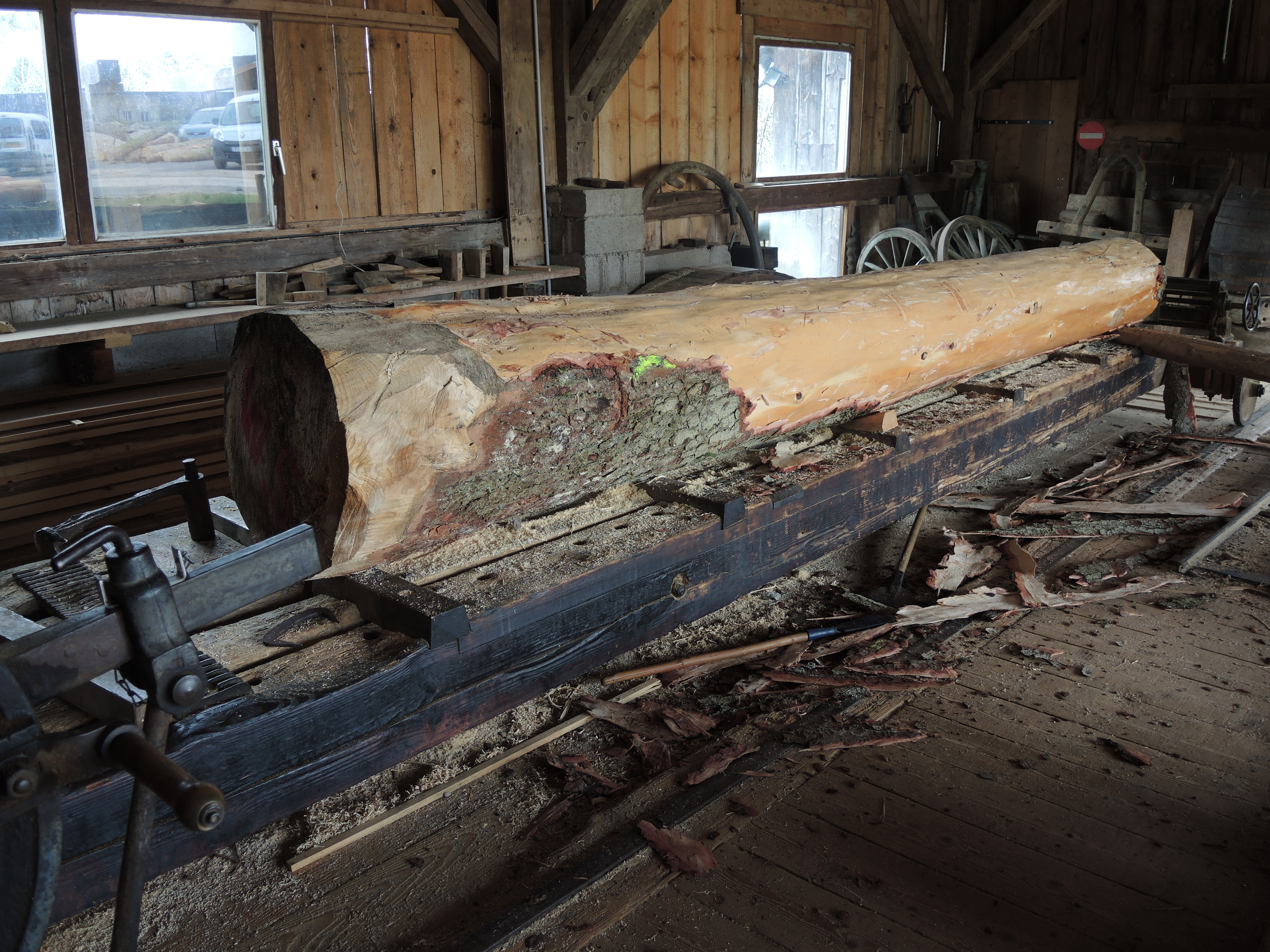
Une grume prête à scier.
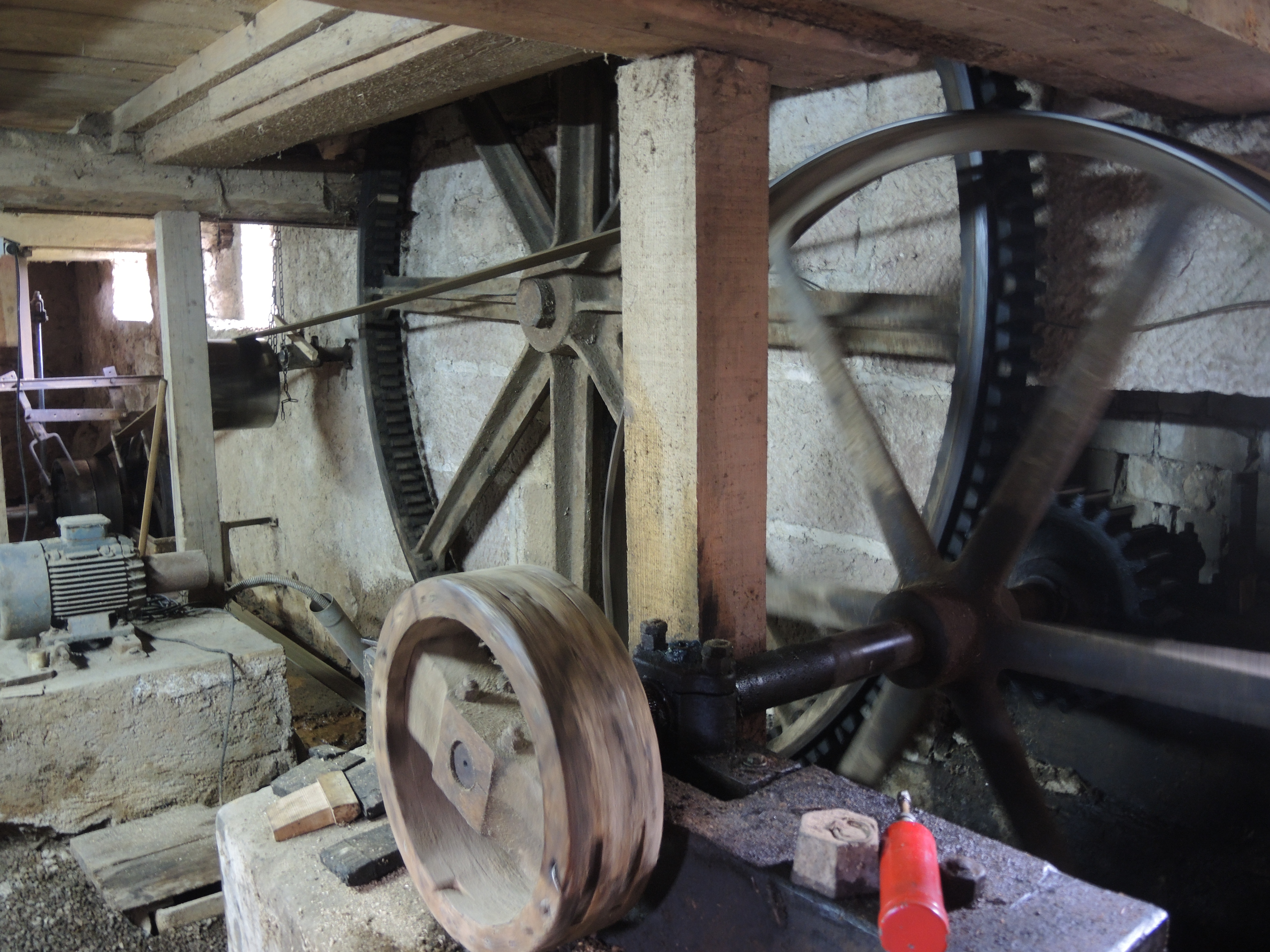
Au sous-sol, les engrenages.
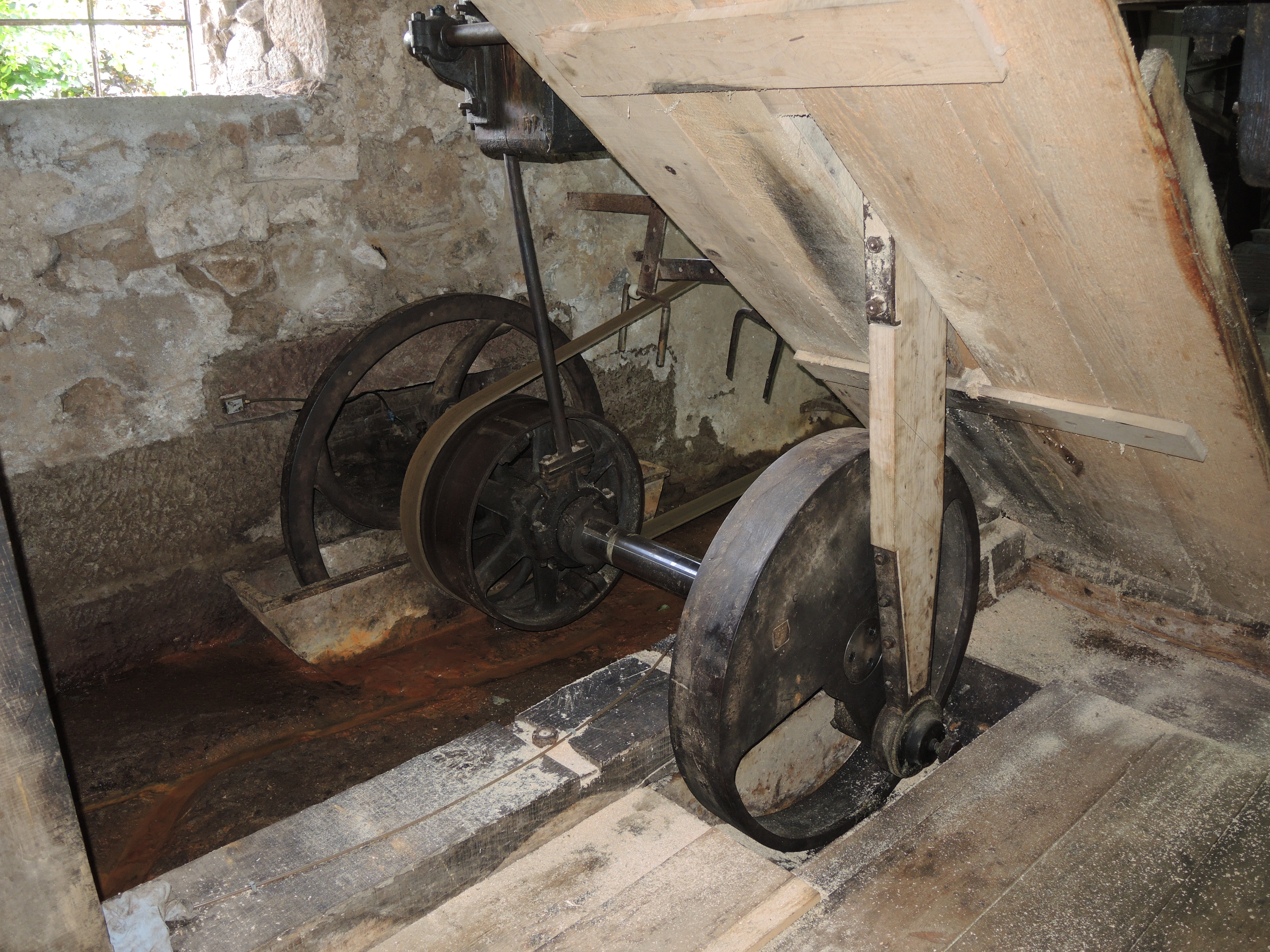
Au sous-sol, l'embiellage de la scie.
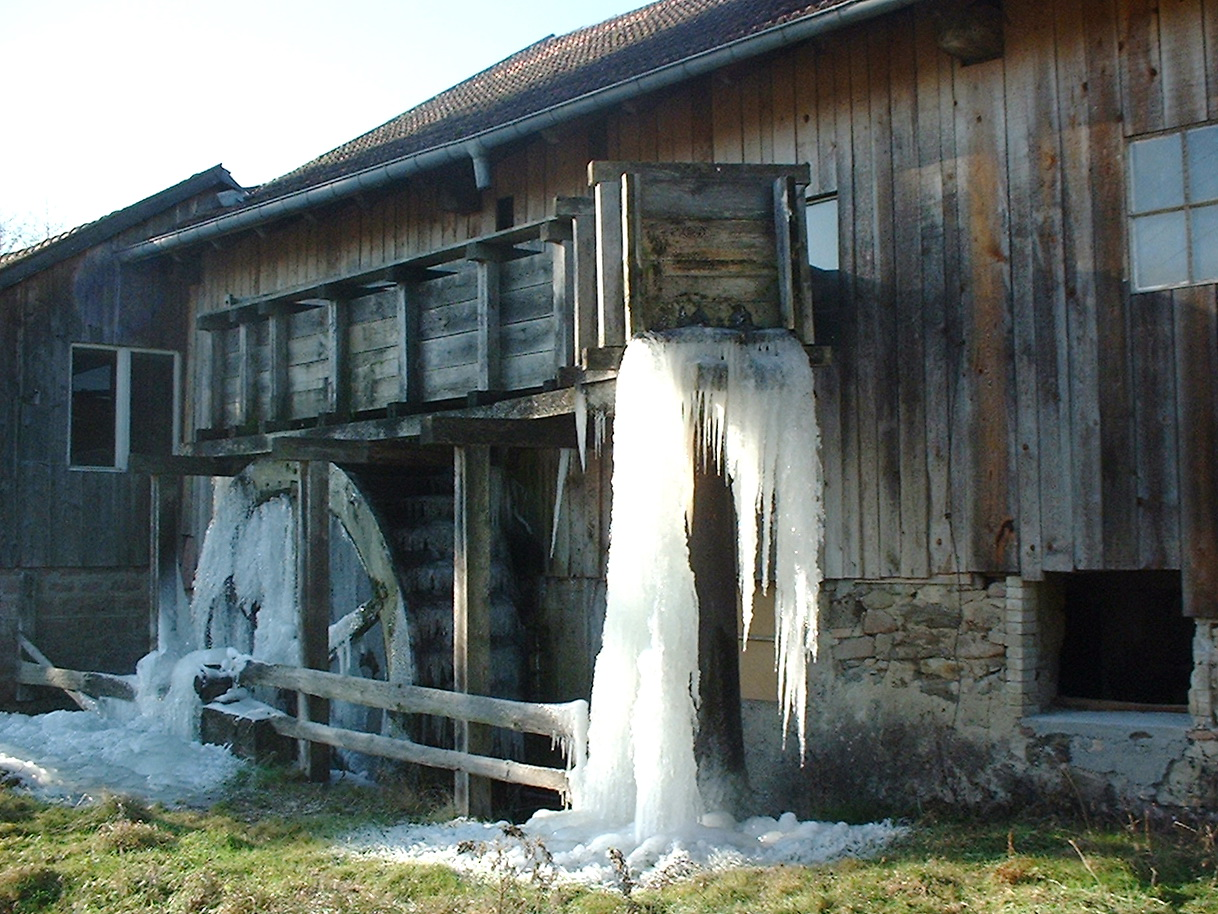
La roue prise dans la glace.
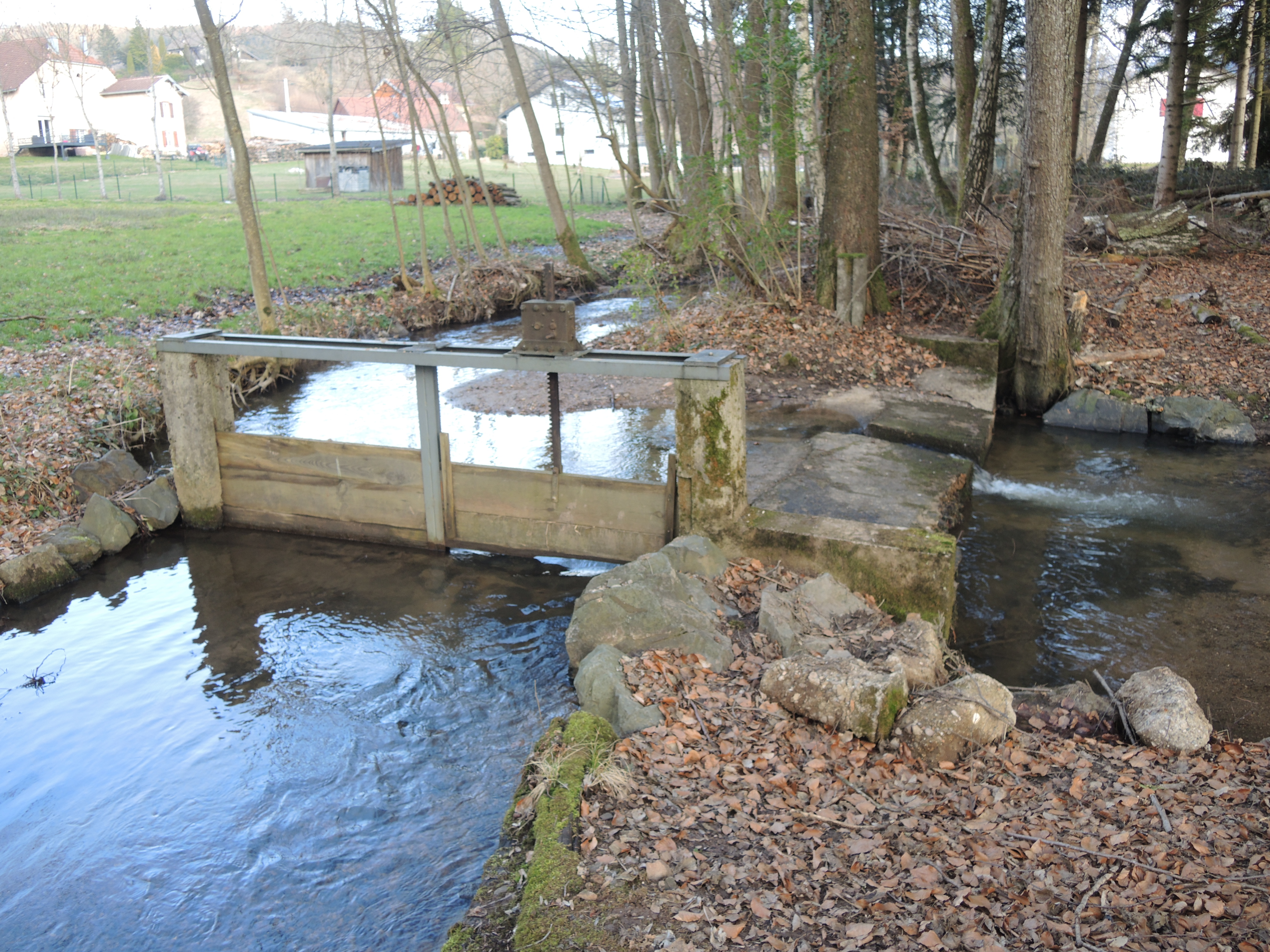
La vanne de la prise d'eau.
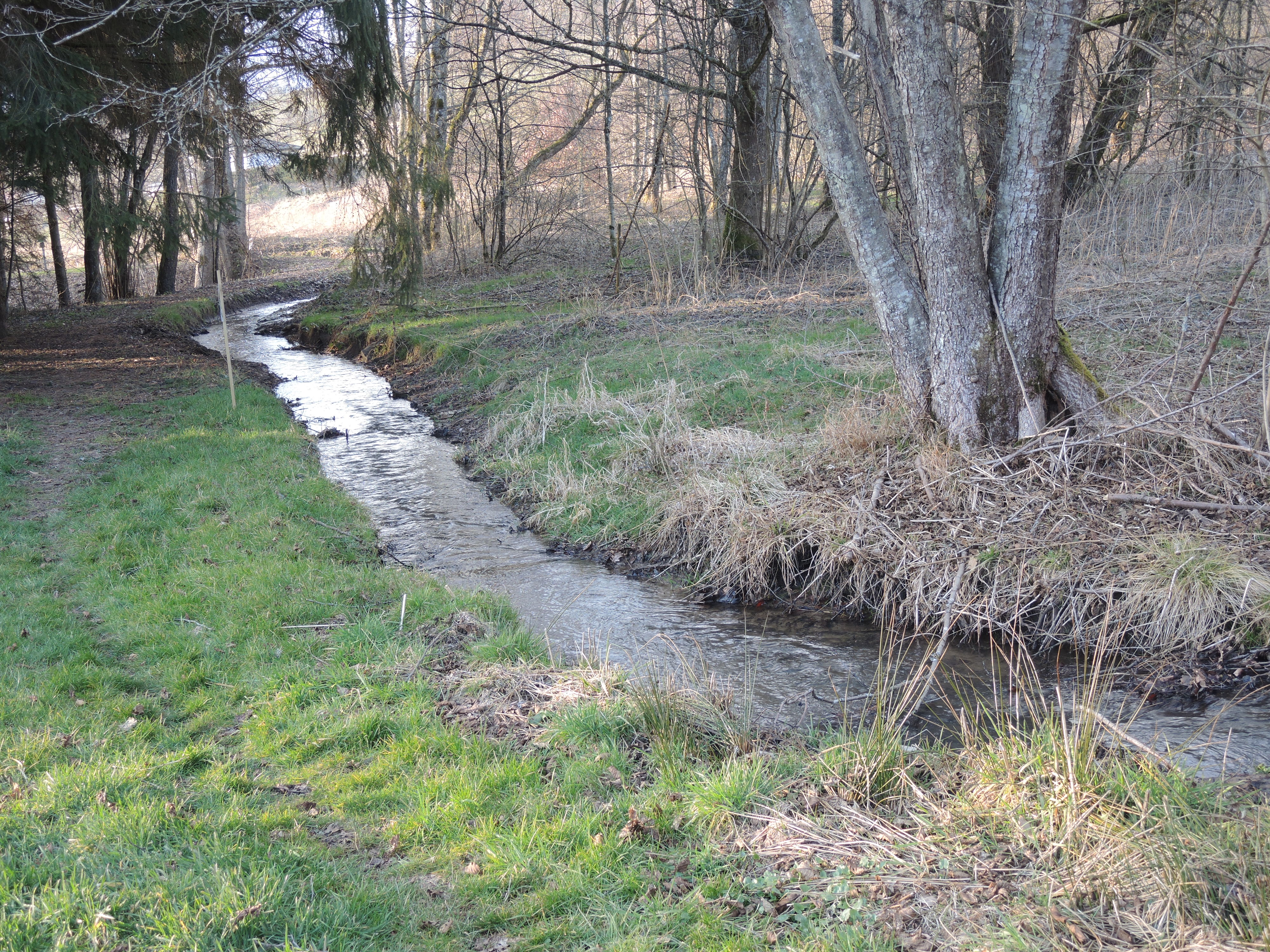
Le canal d'alimentation.